# Seeflagge

Vexillologisches Symbol für Seeflaggen nach W. Smith

Als Seeflagge wird die Flagge bezeichnet, die von Schiffen als Nationalflagge gehisst wird.

## Überblick
In der Flaggenkunde unterscheidet man dabei zwischen der Handelsflagge für zivile Schiffe und der Seekriegsflagge für Kriegsschiffe. Daneben gibt es gelegentlich auch eigene Versionen für verschiedene Behörden, wie zum Beispiel den Zoll oder die Post. Spanien verfügt außerdem über eine eigene Flagge für Yachten.
Das Design der Seeflaggen kann sich sehr von der allgemein sonst üblichen Nationalflagge unterscheiden. Manche Länder verwenden allerdings auch einfach dieselbe Flagge zur See wie an Land, fügen das Staatswappen oder andere Symbole hinzu oder ändern nur das Seitenverhältnis oder die Form, zum Beispiel in eine Flagge mit Schwalbenschwanz. Weit verbreitet ist auch, nach britischem Vorbild die Nationalflagge in die Gösch der Flagge zu setzen.

Seekriegsflagge Polens
Handelsflagge Israels
Dienstflagge des Vereinigten Königreichs (Blue Ensign)
Yachtflagge Spaniens
Postflagge Norwegens

## Deutschland
Die deutsche Handelsflagge entspricht der auch an Land gebräuchlichen bürgerlichen Flagge. Schiffe, die im Auftrag des Bundes fahren und mit Zivilisten besetzt sind, führen die Bundesdienstflagge, Kriegsschiffe der Deutschen Marine die Bundesdienstflagge der Seestreitkräfte.

Handelsflagge
Bundesdienstflagge
Bundesdienstflagge der Seestreitkräfte

## Österreich
In Österreich unterscheidet man nicht zwischen Flaggen zum Gebrauch an Land und zur See.

Handelsflagge
Dienstflagge des Bundes

## Schweiz
Schweizer Schiffe führen statt der sonst üblichen quadratischen Fahne der Schweiz eine rechteckige Version.

Seeflagge der Schweiz